# Delger mörön
Der Delger mörön (mongolisch Дэлгэр мөрөн) ist der 445 km lange, nordwestliche bzw. linksseitige Quellfluss der Selenga in der Mongolei (Asien).

## Verlauf
Der Delger mörön entspringt etwa im Nordwesten des Chöwsgöl-Aimag im Südteil des Ulan-Taiga-Gebirges. Seine Quelle liegt in einem von Gebirgsseen durchsetzten Tal direkt südlich von dessen höchstem Berg, dem 3351 m hohen Beltschir Uul.
Der anfangs nach Süden strebende Fluss fließt wenige Kilometer unterhalb seiner Quelle durch den Ulaan-Taiga-Nationalpark. Er bildet für eine kurze Strecke einen Grenzfluss zwischen Russland und der Mongolei. Später verläuft er, die Ausläufer des Ulan-Taiga-Gebirges verlassend und die Ortschaft Burentogtoch passierend, in überwiegend südöstlicher Richtung und wendet sich etwas nach Passieren der Stadt Mörön auf seinen letzten Kilometern nach Süden.
Schließlich vereinigt sich der Delger mörön im Südteil des Chöwsgöl-Aimag etwa 1,5 km nach der Einmündung des von Westen kommenden Bügsiin auf etwa 1176 m Höhe mit der letztlich von Süden kommenden Ider zur Selenga, einem südwestlichen Zufluss des Baikalsees.

## Hydrologie und Eisgang
Das Einzugsgebiet des Delger mörön ist etwa 26.600 km² groß. Der Fluss ist alljährlich von Oktober oder November bis Mitte oder Ende April von Eis bedeckt. Wenn im Frühling und Sommer Eis und Schnee schmelzen, entstehen am Fluss, dessen mittlerer Abfluss (MQ) bei 33 m³/s liegt und dessen maximaler Abfluss in der Regel im Juni stattfindet, oft Hochwasser.

## Flora und Fauna
Der Delgermörön fließt unter anderem durch Steppengebiete. Im Fluss leben aus der Familie der Lachsfische zum Beispiel Äschen, Forellen und Taimen.